# Anne Linnet
 For alternative betydninger, se Anne Linnet (flertydig). (Se også artikler, som begynder med Anne Linnet)
Anne Kristine Linnet (født 30. juli 1953 i Aarhus) er en dansk sangerinde, musiker og komponist. Hun er en af dansk rockmusiks mest betydningsfulde og initiativrige musikere, der har arbejdet indenfor en lang række genrer. Det ses også ved de priser hun har modtaget – Preben Harris' Dramatikerlegat i 1985, LO's Kulturpris i 1986, Handelsbanken Århus' Pris i 1987, Årets Sangerinde i 1985, '86 og '89. Linnet er desuden Ridder af Dannebrog, og har Statens Kunstfonds hædersydelse.
Anne Linnet har været en del af den danske musikscene siden 1970'erne, og er én af de få danske sangerinder der har været populær igennem flere årtier. Hun har udgivet adskillige soloalbum og været medlem af Tears, Shit & Chanel, Anne Linnet Band, Marquis de Sade og Bitch Boys. Anne Linnet har opnået anerkendelse for sine karakteristiske fraseringer, ærlige og nogle gange feministiske tekster, samt fornyelse gennem eksperimentering med diverse musikgenrer. Hun har desuden gjort sig bemærket for sin åbenhed omkring sin biseksualitet.

## Liv og karriere
Anne Linnet begyndte sin musikkarriere i 1969 som folkemusiker, og sang med DR Big Bandet i samarbejde med Holger Laumann i en periode siden 1971. Hun udgav et par albummer med Laumann i bandet Tears. Linnet debuterede som solist med albummet Sweet Thing, indspillet i samarbejde med Tears og udgivet i 1973. I 1973 dannede hun Danmarks første populære kvindeband Shit & Chanel, som med sit talent og kvindepolitiske musik nåede ud til et bredt publikum. Shit & Chanel havde et stort hit med "Smuk og dejlig", som egentlig handlede om Linnets forelskelse i Ulla Henningsen. Shit & Chanel blev opløst i 1982 efter Chanel vandt en retssag om brugen af sit varemærke, og gruppen havde skiftet navn til Shit & Chalou. Linnet udgav i 1978 albummet Kvindesind, hvor hun fortolkede Tove Ditlevsens digtsamling af samme navn fra 1955.
Efter Shit & Chanel fortsatte Linnet med nye projekter, og hun dannede i 1979 Anne Linnet Band med to andre sangerinder, Sanne Salomonsen og Lis Sørensen. De fik sammen et stort hit med "Det er ikke det du siger", og alle tre sangerinder fik sidenhen succes som solister op igennem 1980'erne. Anne Linnet Band endte i 1983.
Anne Linnet udgav digtsamlingen Glimt i 1983. Med dannelsen af bandet Marquis de Sade samme år skiftede Linnet musikalsk retning til new wave. Albummet af samme navn udgivet i 1983 vakte opsigt for sin hårdere, rytmiske lyd og ikke mindst teksterne, der kredsede om dominans og sadomasochisme. Det musikalske tema og sangteksterne i Marquis de Sade var også inspireret af Hamborgs red-light district. Albummet Linnet/Salomonsen fra 1984 var musikken til et teaterstykke i Bellevue Teatret ved navn Berlin 84, og var inspireret af Toula og Barbarella der arbejdede i et red-light district. Sangteksterne på Linnet/Salomonsen behandler emner som LGBT-sletning og mandlige privilegier, og har lignende temaer med Marquis de Sade. Marquis de Sade udgav sidenhen albummet Hvid magi d. 23. marts 1985, der nåede salgstal på mere end 100.000, og med kæmpehittet "Venus" blev et af de mest solgte album i Danmarkshistorien.
Anne Linnet havde gennemført sin musikpædagogiske- og komponistuddannelse på Det Jyske Musikkonservatorium i 1985, og satte igen musik til Tove Ditlevsen fra romanen Barndommens gade i 1986 til albummet af samme navn. Marquis de Sade udgav også albummet En elsker i 1986. Albummet Barndommens gade blev en stor succes, og titelsangen modtog i 1987 ved Robertfesten en Robert for årets score.
Sammen med pladeselskabsmanden Jan Degner grundlagde hun i 1986/1987 pladeselskabet Pladecompagniet. I 1988 udgav hun Jeg er jo lige her, der blev hendes mest kommercielt succesfulde album med 400.000 solgte eksemplarer i Danmark. Dette gør albummet til ét af de bedst sælgende danske album nogensinde. Åbningsnummeret "Tusind stykker" blev et stort hit. Björn Afzelius indspillede en svensk version, "Tusen bitar", som blev et stort hit i Sverige. I 1988 udgav Anne Linnet sammen med Sanne Salomonsen sangen Den jeg elsker, elsker jeg til AIDS-fondet. Linnet og Salomonsen indspillede sangen sammen med Søs Fenger og Thomas Helmig, og den blev brugt til Sundhedsstyrelsens oplysningskampagne mod AIDS og HIV i slutningen af 1980'erne. Anne Linnet udgav i 1989 Min sang i samarbejde med Johannes Møllehave, som skrev de fleste af albummets tekster. Dette samarbejde førte også en lang række kirkekoncerter med sig.
I 1994–1995 skrev Anne Linnet kammeroperaen Thorvaldsen da hun boede i Italien. I 1994 blev hendes pladeselskab Pladecompagniet solgt for et tocifret millionbeløb til den danske afdeling af Sony Music. Thorvaldsen blev udgivet på CD i 1996. I 1997 dannede Linnet sit andet kvindeband Bitch Boys, som udgav et album af samme navn dét år.
I 1999 udgav Linnet første del af sine erindringer: Erindringsbogen fik titlen Hvor kommer drømmene fra? Anne Linnet stiftede samme år pladeselskabet Circle Records. Selskabet har bl.a. udgivet plader med Linnet selv samt Melanies og Hotel Hunger. I 2000 udsendte selskabet et album af sønnen Marcus under kunstnernavnet Jean. Linnet udgav også børnebøger om hunden Ivan i 2000.
Albummet Over mig under mig af Marquis de Sade blev udgivet i 2002. Alle udgivelser fra Marquis de Sade har navnet Anne Linnet på coveret, hvilket tydeliggøres på denne udgivelse med "Anne Linnet & Marquis de Sade". I foråret 2006 udstillede hun sine malerier i Rundetårn. Samme år blev hendes sang fra Shit & Chanel-tiden, "Smuk og dejlig" (1976), optaget i Kulturkanonen under overskriften Evergreens. Hendes album Go' sønda' morn' (1980) blev optaget på samme liste under børnekultur. I 2007 udsendte hun albummet Akvarium. Albummet opnåede en førsteplads på hitlisten, hvilket var første gang siden 1989-albummet Min sang. Siden udgav hun albummene Anne Linnet (2008) og julealbummet Linnets jul (2010). Julealbummet indeholder sangen "68'er jul", som allerede var indspillet i 1968, men var aldrig blevet udgivet før. I efteråret 2010 havde en dansk version af den internationale ABBA-musical Mamma Mia! premiere med danske tekster skrevet af Linnet.
I 2012 udkom anden del af Anne Linnets erindringer: Erindringsbogen fik titlen Testamentet. I 2012/13 var hun dommer i sæson 6 af X Factor (Danmark) sammen med Thomas Blachman og Ida Corr. Efterfølgende udkom det mere elektronisk prægede album Kalder længsel (2012), det mere traditionelle album Alle mine drømme til dig (2015), og samlingen af tidligere sange der ikke er blevet udgivet før Sange til livet (2022).

## Privatliv
Anne Linnet er student fra Århus Statsgymnasium. Hun har været i et parforhold med både mænd og kvinder. Hun var fra 1974 til 1985 gift med jazzsaxofonisten Holger Laumann, som hun flyttede sammen med som 18-årig. De fik børnene Eva og Jan Martin, som siden har skiftet navn til henholdsvis Evamaria og Marcus. Anne Linnets sorg fra efterdønningerne, af hendes fars død af en blodprop i 1979 i en alder af 58, samt skilsmissen fra Laumann i 1985 "slog benene væk under" hende, beskrev hun til Gaffa i 2015, hvor hun også udtalte: "Sorgbearbejdelsen i Marquis de Sade var sådan lidt: hvis du niver dig i armen, så det gør ondt, så mærker du ikke så meget, at det også gør ondt et andet sted. Det er ofte, at anden smerte kan trigge en form for stilstand i forhold til den oprindelige sorg."
I 1988 fik Anne Linnet sønnen Alexander med Mads Buhl Nielsen. Alexander debuterede i 2010 som sanger under kunstnernavnet Xander. I 2001 adopterede Anne Linnet det rumænske søskendepar Maria og Peter. Peter Linnet sprang ud som transkønnet i 2016 og har fået kunstnernavnet P. Linnet. P. Linnet er uddannet koreograf og har sit eget dansekompagni, Linnet Dance Company (LDC).
Anne Linnet indgik i 2010 registreret partnerskab med den 23-årige Tessa Franck, og inden deres skilsmisse i 2013 fik Tessa Franck to børn med en anonym donor, der juridisk (men ikke biologisk) også er Anne Linnets børn. Anne Linnet blev i 2019 gift med den 38 år yngre Kathrine Kjær, som hun havde dannet par med siden 2017. De blev skilt i 2022.

## Diskografi
| - Sweet Thing (Artist, 1973) - Anne Linnet (Abra Cadabra Production, 1975) - Kvindesind (Exlibris, 1977) - You're Crazy (Better Day Records, 1980) - Go' sønda' morn' (Better Day Records, 1980) - Roserne bryder ud (CBS Records, 1981) - Marquis de Sade (CBS Records, 1983) - Linnet/Salomonsen (CBS Records, 1984) - Hvid magi (CBS Records, 1985) - En elsker (CBS Records, 1986) - Barndommens gade (CBS Records, 1986) - Jeg er jo lige her (Pladecompagniet, 1988) - Min sang (Pladecompagniet, 1989) - Spring Capricious (Pladecompagniet, 1989) - Krig og kærlighed (Pladecompagniet/Virgin, 1990) - Det' så dansk (Pladecompagniet, 1992) - Tal til mig (Pladecompagniet, 1993) - Pige træd varsomt (Pladecompagniet, 1995) - Thorvaldsen: En kammeropera af Anne Linnet (Mega Records, 1996) - Jeg og du (Circle Records, 2001) - Over mig under mig (Circle Records / Universal Music, 2002) - Relax No. 1 (Circle Records, 2003) - Her hos mig (Universal Music, 2005) - Akvarium (Columbia / Sony BMG Music Entertainment, 2007) | - Anne Linnet (Columbia / Sony BMG Music Entertainment, 2008) - Linnet's jul (Columbia / Sony Music, 2010) - Kalder længsel (Columbia / Sony Music, 2012) - Alle mine drømme til dig (ArtPeople, 2015) - Sange til livet (Sony Music, 2022) - Rubiner safirer krystaller (Sony Music, 2024) - Lyset (Artist, 1971) - Venner (CBS Records, 1985) - Hunter and Dear (Universal Music, 2019) - Vi synger julen ind (Sony Music, 2020) - Danmark (Sony Music, 2022) - Univers (CBS Records, 1990) - Nattog til Venus – de bedste sange vol. 1 (Pladecompagniet, 1999) - Boksen (Sony Music, 2009) - De bedste (Columbia / Sony Music, 2011) |